# 圣雷米布朗济
圣雷米布朗济（法語：Saint-Rémy-Blanzy，法語發音：[sɛ̃ ʁemi blɑ̃zi]）是法国上法蘭西大區埃纳省的一个市镇，属于苏瓦松区。

## 地理
圣雷米布朗济（49°14'28"N, 3°18'35"E）面积13.99 平方千米，位于法国上法蘭西大區埃纳省，该省份为法国北部内陆省份，北起北部省，西接索姆省和瓦兹省，东临阿登省和马恩省，西南至塞纳-马恩省，东北部与比利时接壤。
与圣雷米布朗济接壤的市镇（或旧市镇、城区）包括：乌尔克河畔比利、舒伊、卢阿特尔、乌希城、帕尔西和蒂尼、勒普莱西耶于勒、维耶尔济、维莱埃隆。

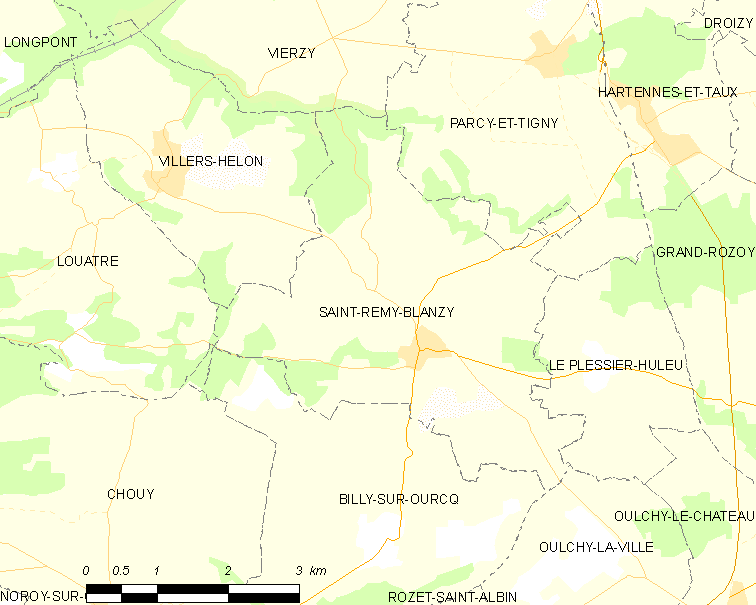
圣雷米布朗济的OSM定位图

圣雷米布朗济的时区为UTC+01:00、UTC+02:00（夏令时）。

## 行政
圣雷米布朗济的邮政编码为02210，INSEE市镇编码为02693。

## 政治
圣雷米布朗济所属的省级选区为维莱科特雷县。

## 人口

1962-2008年间圣雷米布朗济人口变化图示

圣雷米布朗济于2022年1月1日时的人口数量为225人。